# Icosium
Icosium je bio starorimski grad na području današnjeg Alžira.
Danas se ostatci tog grada nalaze u kasabi grada Alžira.
Prema starogrčkoj legendi su Icosium utemeljila 20-orica Herkulovim drugova, sukladno grčkom imenu Ικοσιον, za kojeg se tvrdi da je izvedeno od εικοσι, što na grčkom znači "dvadeset".
Zbilja je bila drukčija. Stanovnici su bili punski naseljenici koji su ondje došli najranije u 3. st. prije Krista.
Puni (Feničani) su ju nazivali Yksm. Pretpostavlja se da je to izvorno značilo "sovin otok", a da je u kasnijim prijepisima ime došlo u oblik Icosium na latinskom. Izvorno feničko ime se odrazilo u današnjem arapskom imenu za Alžir (الجزائر, izgovara se Al Džaza'ir), što znači "otoci".
Icosium je ostao malim trgovišnim mjestom sve do fenicijskih i kartaških vremena. 
146. pr. Kr. je Icosium postao dijelom Rimskog Carstva, pod kojim je ostao sve do 5. stoljeća, kada su ga zauzeli Vandali.
Nešto poslije je došlo pod vlast Istočnog Rimskog Carstva (Bizanta) te nakon toga Arapa za arapskih osvajanja u 7. stoljeću.